# Коринебактерии
Коринебактерии (лат. Corynebacterium) — род грамположительных палочкообразных актинобактерий из семейства Corynebacteriaceae порядка Mycobacteriales, по виду представляет собой булавовидные коринеформные бактерии. Большинство видов коринебактерий, существующих в природе, не патогенны для человека, однако существует целый ряд исключений. Наиболее исследованным видом является патогенная Corynebacterium diphtheriae, способная вызывать дифтерию. Для описания C. diphtheriae и схожих с ней бактерий изначально и был создан род.

## Патогенные коринебактерии
Коринебактерии вида Corynebacterium diphtheriae, вырабатывающие очень сильный экзотоксин, являются возбудителями одной из наиболее известных инфекций человека — дифтерии.
Corynebacterium minutissimum — возбудители эритразмы, хронического псевдомикоза, поражающего эпидермис преимущественно в крупных складках кожи.
Сorynebacterium amycolatum, Corynebacterium urealyticum, Corynebacterium striatum и, особенно резистентные к пенициллинам, аминогликозидам и хинолонам штаммы Сorynebacterium jeikeium являются причиной госпитальных инфекций.
Так называемые недифтерийные коринебактерии (Corynebacteriа non diphtheriaе) Сorynebacterium ulcerans и Сorynebacterium pseudotuberculosis вызывают дифтериеподобные заболевания, псевдоперепончатый фарингит, умеренный фарингит, отит, лимфаденит, кожные язвы.
Другие недифтерийные коринебактерии: Corynebacterium pseudodiphtheriticum, Corynebacterium xerosis, Сorynebacterium riegelii, Corynebacterium striatum и иные, являющиеся условно-патогенными микроорганизмами, колонизирующие кожу и слизистые оболочки человека иногда выделяют от пациентов с острыми заболеваниями верхних дыхательных путей (10—15 %), гнойно-септическими процессами, патологией урогенитального тракта (61,1—70,0 %), кожи и др. (Н. А. Воронина).
В зависимости от биологических особенностей разные виды коринебактерий способны поражать кожу и внутренние органы, особенно у пожилых людей, пациентов с иммуносупрессией или мультиорганной патологией. В случаях инфицирования венозных или брюшных катетеров, нейрохирургических шунтов наблюдается бактериемия. Многие представители коринебактерий становятся причиной эндокардитов, пневмоний, септического артрита и остеомиелита, инфекций при протезировании, заболеваний мочеполовой системы.

## Непатогенные виды коринебактерий
Коринебактерии присутствуют в норме в толстой кишке человека.
Непатогенные виды коринебактерий используются в промышленности для производства аминокислот, нуклеотидов, ферментов, биоконверсии стероидов и производстве сыров. Один из наиболее изученных видов коринебактерий Corynebacterium glutamicum применяется при биосинтезе глютаминовой кислоты.
Виды Corynebacterium ammoniagenes и Corynebacterium flavescens разрешены СанПиН 2.3.2.2340—08, утвержденным Постановлением Главного государственного санитарного врача РФ 18 февраля 2008 г. № 13, для использования в пищевой промышленности.

## Классификация
Большинство видов коринебактерий являются нелиполитическими, то есть неспособными разлагать жир. Липолитические (липофильные) микроорганизмы могут расти и размножаться в липидах. Нелиполитические бактерии подразделяются на ферментирующие и неферментирующие:
- Нелиполитические коринебактерии
  - Ферментирующие коринебактерии:
    - Corynebacterium argentoratense
    - Corynebacterium amycolatum
    - Corynebacterium diphtheriae
    - Corynebacterium glucuronolyticum
    - Corynebacterium striatum
    - Corynebacterium matruchotii
    - Corynebacterium minutissimum
    - Corynebacterium xerosis

  - Неферментирующие коринебактерии:
    - Corynebacterium afermentans subsp. afermentans
    - Corynebacterium auris
    - Corynebacterium pseudodiphtheriticum
    - Corynebacterium propinquum
- Липолитические (липофильные) коринебактерии
  - Corynebacterium accolens
  - Corynebacterium afermentans subsp. lipophilum
  - Corynebacterium bovis
  - Corynebacterium jeikeium
  - Corynebacterium macginleyi
  - Corynebacterium urealyticum
  - Corynebacterium uropygiale

## Антибиотики, активные в отношении коринебактерий
Антибактериальные средства (из имеющих описание в данном справочнике), активные в отношении коринебактерий: кларитромицин, азитромицин. Ванкомицин и джозамицин активны в отношении Corynebacterium diphtheriae. Клотримазол и эритромицин — в отношении Corynebacterium minutissimum. Коринебактерии резистентны к ципрофлоксацину.